# (9320) 1988 VN3
1988 في أن 3 (ويعرف أيضًا باسم (9320) 1988 في أن 3 وفق تسمية الكوكب الصغير) (بالإنجليزية: 1988 VN3)‏ هو كويكب ضمن حزام الكويكبات؛ وترتيبه 9320 من حيث الاكتشاف.
اكتُشف هذا الجُرم الفلكي بواسطة Yoshiaki Oshima ‏ في 11 نوفمبر 1988.

## وصلات خارجية
- (9320) 1988 VN3 في قاعدة بيانات مختبر الدفع النفاث لأجرام النظام الشمسي الصغيرة

- الاكتشاف · مخطط المدار ·  العناصر المدارية · المعلمات المادية

- (9320) 1988 VN3 على موقع ويكي سكاي: DSS2, SDSS, GALEX, IRAS, Hydrogen α, X-Ray, Astrophoto, Sky Map, Articles and images